# Lo Montelh (Puèi Domat)
La Monnerie-le-Montel és un municipi francès situat al departament del Puèi Domat i a la regió d'Alvèrnia-Roine-Alps. L'any 2007 tenia 2.084 habitants.

## Demografia

### Població
El 2007 la població de fet de La Monnerie-le-Montel era de 2.084 persones. Hi havia 850 famílies de les quals 275 eren unipersonals (104 homes vivint sols i 171 dones vivint soles), 242 parelles sense fills, 283 parelles amb fills i 50 famílies monoparentals amb fills.
La població ha evolucionat segons el següent gràfic:
Habitants censats

### Habitatges
El 2007 hi havia 1.068 habitatges, 876 eren l'habitatge principal de la família, 22 eren segones residències i 169 estaven desocupats. 870 eren cases i 162 eren apartaments. Dels 876 habitatges principals, 596 estaven ocupats pels seus propietaris, 247 estaven llogats i ocupats pels llogaters i 33 estaven cedits a títol gratuït; 42 tenien una cambra, 26 en tenien dues, 147 en tenien tres, 321 en tenien quatre i 341 en tenien cinc o més. 575 habitatges disposaven pel capbaix d'una plaça de pàrquing. A 391 habitatges hi havia un automòbil i a 305 n'hi havia dos o més.

### Piràmide de població
La piràmide de població per edats i sexe el 2009 era:
| Homes | Edats   | Dones |
| ----- | ------- | ----- |
| 0     | 95 o +  | 0     |
| 8     | 90 a 94 | 8     |
| 24    | 85 a 89 | 32    |
| 12    | 80 a 84 | 44    |
| 36    | 75 a 79 | 76    |
| 64    | 70 a 74 | 56    |
| 36    | 65 a 69 | 72    |
| 40    | 60 a 64 | 48    |
| 40    | 55 a 59 | 44    |
| 96    | 50 a 54 | 88    |
| 76    | 45 a 49 | 68    |
| 88    | 40 a 44 | 112   |
| 88    | 35 a 39 | 60    |
| 56    | 30 a 34 | 52    |
| 64    | 25 a 29 | 64    |
| 84    | 20 a 24 | 60    |
| 100   | 15 a 19 | 52    |
| 124   | 10 a 14 | 80    |
| 112   | 5 a 9   | 52    |
| 36    | 0 a 4   | 24    |

## Economia
El 2007 la població en edat de treballar era de 1.311 persones, 829 eren actives i 482 eren inactives. De les 829 persones actives 678 estaven ocupades (416 homes i 262 dones) i 152 estaven aturades (79 homes i 73 dones). De les 482 persones inactives 171 estaven jubilades, 104 estaven estudiant i 207 estaven classificades com a «altres inactius».

### Ingressos
El 2009 a La Monnerie-le-Montel hi havia 850 unitats fiscals que integraven 1.999,5 persones, la mediana anual d'ingressos fiscals per persona era de 14.535 €.

### Activitats econòmiques
Dels 140 establiments que hi havia el 2007, 4 eren d'empreses alimentàries, 36 d'empreses de fabricació d'altres productes industrials, 22 d'empreses de construcció, 34 d'empreses de comerç i reparació d'automòbils, 5 d'empreses de transport, 5 d'empreses d'hostatgeria i restauració, 1 d'una empresa d'informació i comunicació, 6 d'empreses financeres, 5 d'empreses immobiliàries, 8 d'empreses de serveis, 9 d'entitats de l'administració pública i 5 d'empreses classificades com a «altres activitats de serveis».
Dels 43 establiments de servei als particulars que hi havia el 2009, 1 era una oficina de correu, 3 oficines bancàries, 8 tallers de reparació d'automòbils i de material agrícola, 1 taller d'inspecció tècnica de vehicles, 1 establiment de lloguer de cotxes, 2 autoescoles, 6 paletes, 2 guixaires pintors, 3 fusteries, 5 lampisteries, 1 electricista, 2 empreses de construcció, 2 perruqueries, 4 restaurants, 1 agència immobiliària i 1 tintoreria.
Dels 15 establiments comercials que hi havia el 2009, 2 eren supermercats, 1 una botiga de menys de 120 m², 3 fleques, 3 carnisseries, 1 una llibreria, 1 una botiga de roba, 1 una botiga d'equipament de la llar, 1 una botiga d'electrodomèstics i 2 drogueries.

## Equipaments sanitaris i escolars
L'únic equipament sanitari que hi havia el 2009 era una farmàcia.
El 2009 hi havia una escola elemental. La Monnerie-le-Montel disposava d'un col·legi d'educació secundària amb 327 alumnes.

## Poblacions més properes
El següent diagrama mostra les poblacions més properes.